# Yann Levy
Yann Levy est un photographe professionnel et journaliste français.

## Carrière
Yann Levy est un photographe français travaillant principalement sur les questions sociales. Sa photographie s'inscrit dans le courant de la photographie sociale[réf. souhaitée]. En 2018 il entame un master de journalisme à l'EMI-CFD dont il sort major de promotion. Il a réalisé son stage de fin d'étude à Les Jours, où il a publié une longue enquête consacrée à la mort du jeune Luigi en 2018 à Saint-Denis. En 2022 il est lauréat du prix longueur d'ondes pour son enquête déclinée en 8 podcasts sur la mort de jeunes à Lille : " Selom et Matisse, pourquoi des jeunes courent ?" .
En 2014, il écrit et réalise Soley, un film documentaire sur la vie de jeunes boxeurs à Port au Prince en Haïti.
En septembre 2015 il rejoint le Studio Hans Lucas, structure de diffusions pour photographes qu'il quitte en 2021 pour rejoindre l'agence Encrage co-fondée par le photographe Nnoman.
Il travaille pour la presse nationale dans laquelle il publie ses photos et ses articles (Mediapart, lesjours.fr, Causette…) mais aussi pour des ONG comme Amnesty International ou SOS Méditerranée[réf. souhaitée],,,ou la Fondation Abbé Pierre.
En 2016, il fonde la revue de photographie sociale annuelle États d'urgence.
Pour la saison 2017-2018, il est le photographe officiel du Red Star FC, le club de football de Saint-Ouen (93).
Ses premières photos sont centrées sur le revival punk des années 2000, scène à laquelle il participe activement.
À noter, qu'il était l'un des animateurs du fanzine Barricata (photographe et rédacteur puis maquettiste).

## Prix et sélections officielles
- 2022 : Lauréat du prix de la création documentaire au festival longueur d'ondes pour l'enquête "Sélom et Matisse, pourquoi des jeunes courent?" ?[15]
- 2016 : Rencontres cinéma Martinique - Fort-de-France (Martinique (île de la)) - Mention du jury documentaire[16]
- 2015 • FIFIG - Festival International du Film Insulaire de Groix • Île de Groix (France) • Sélection officielle pour le prix du documentaire[17].

## Film
- 2015 Soley[18], Yann Levy et Thomas Noreille, 52 minutes produit par Velvet Film[19] avec le soutien de France Télévision.

## Livres
- 2006 Teenage Kicks, Éditions Alternatives, l'œil d'Horus (participation)[20]
- 2007 La Petite Maison dans la zermi, T. Pelletier, Éditions Libertalia (couverture)
- 2007 Le Mexicain, Jack London, Éditions Libertalia (couverture)
- 2009 Marge(s), Monographie, Éditions Libertalia[21]
- 2011 Dance Ska La Book, Banana Juice, ouvrage collectif[22]
- 2013 Gueule d'ange spécial Yann Levy[23],[24]
- 2013 Contemporary Jewelry in Perspective , Damian Skinner, édition Lark Books, U.S. (Participation)[25]
- 2013 La musculation pour le fight, F. Delavier, M. Gundill, Édition Vigot
- 2015 Bloody Belgium, Patrice Poch et Luc Lacroix, Poch Éditions & Wasted Talent (Participation et entretiens de préface)[26]
- 2017 États d'urgence (photographe, directeur de publication[27])
- 2018 États d'urgence II (photographe, directeur de publication

## Expositions
- 2002 Scène de rue // Médiathèque François-Mitterrand, Lorient
- 2002 Rock’N’Roll Attitude // L'Usine, Genève (CH)
- 2004 Palestine au-delà du mur // Orangerie du Thabor, Rennes
- 2004 Hébron Zone H2 // festival du cinéma de Saint-Denis
- 2005 Palestine au-delà du mur // Maison Folie Wazem, Lille[28]
- 2005 Palestine au-delà du mur // Festival Voix Des Pays, Fougères
- 2006 Punk Echo // Galerie Brotfabrik, Berlin[29]
- 2010 Marge(S) // Centre LGBT, Paris
- 2010 Portraits d’artistes et d’activistes Queer // La Cartonnerie, Reims[30],[31]
- 2012 Les femmes et la marge // Festival pour L'égalité Homme Femme, Seine-Saint-Denis[32]
- 2015 Les femmes des boxeurs comme les autres ! // Villers-Semeuse[33]
- 2017 Festival de photographie 360° // Dijon
- 2018 Festival de photographie 360° // Dijon
- 2019 Tout Foot // Saint-Ouen (93)[34]